# Manoscritto Hamilton 90
il M.S Hamilton 90 è un celebre manoscritto autografo del Decameron di Giovanni Boccaccio, conservato presso la Staatsbibliothek zu Berlin. Redatto intorno al 1370, il codice è considerato uno degli esemplari più preziosi per lo studio della versione originale dell'opera, poiché testimonia le revisioni e i ripensamenti dell'autore stesso.

## Descrizione
Il manoscritto Hamilton 90, spesso definito come autografo decameroniano, è realizzato su pergamena e si compone di 112 fogli, anche se alcuni fascicoli sono andati perduti nel tempo. L'opera contiene numerosi interventi a margine e nell’interlinea, che includono varianti, correzioni e annotazioni decorative eseguite dallo stesso Boccaccio, tra cui piccoli motivi floreali e le cosiddette maniculae (piccole mani disegnate). Questi interventi grafici confermano la natura di "esemplare di lavoro" del manoscritto, mai destinato dall'autore a una pubblicazione definitiva.

## Importanza filologica

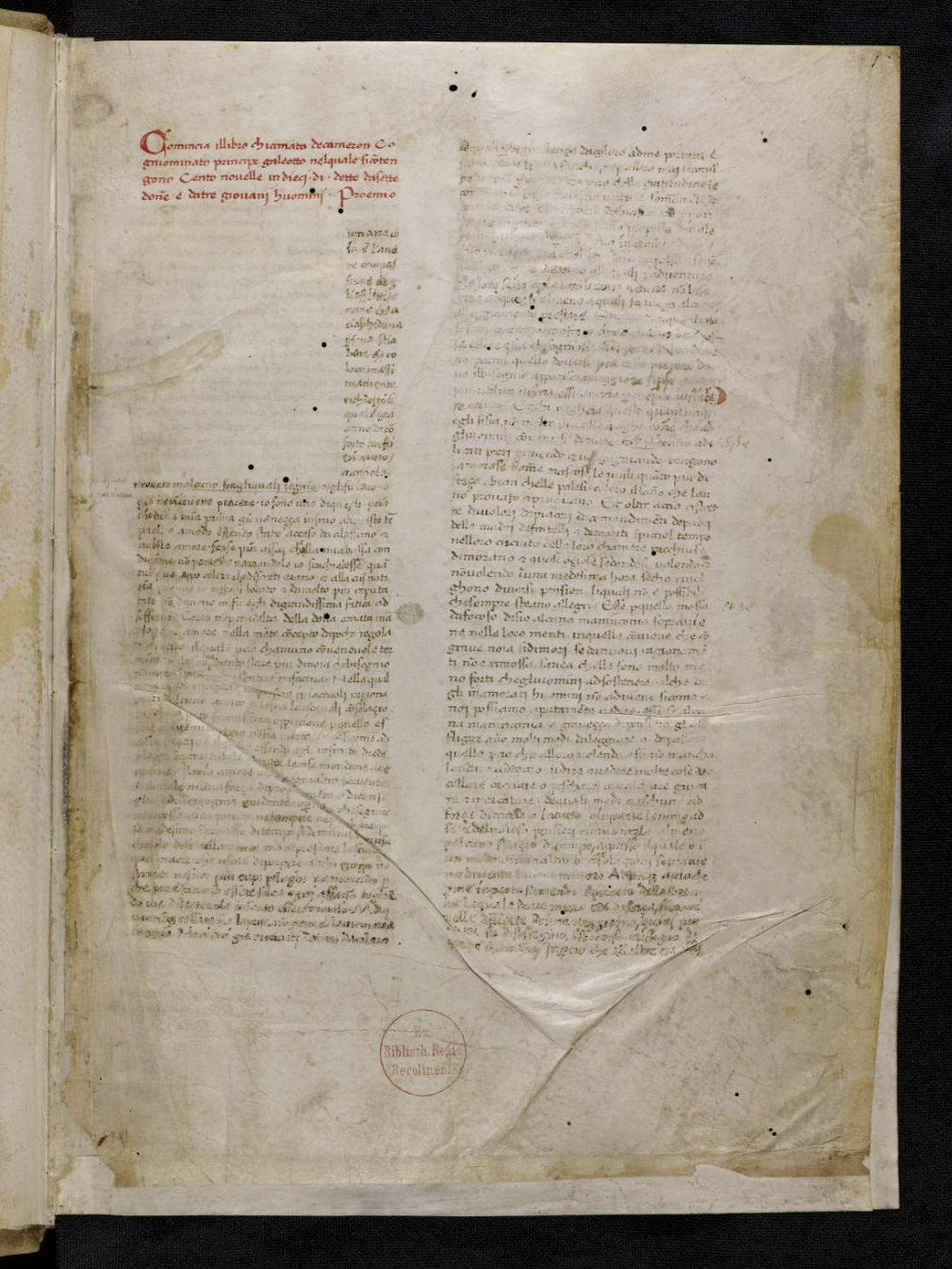
Proemio del m.s. Ham. 90, 1 r

La particolarità dell’Hamilton 90 risiede nel suo carattere di cantiere aperto, che rende visibili i continui interventi di Boccaccio sul testo, evidenziando il processo creativo dell'autore. Questo manoscritto ha rappresentato per secoli un enigma filologico: i numerosi errori di copiatura avevano infatti indotto alcuni studiosi a dubitare dell'autografia del codice. Tuttavia, a seguito della prima intuizione del filologo e italianista Alberto Chiari, e, successivamente, grazie agli studi di Vittore Branca e Pier Giorgio Ricci, l'autenticità autoriale è stata definitivamente confermata nel 1962, e il manoscritto è oggi considerato fondamentale per le edizioni critiche moderne del Decameron.

## Storia e ricezione
Il manoscritto Hamilton 90 ha una storia complessa nel contesto della filologia boccacciana. Dopo la riscoperta del manoscritto nel XIX secolo, la sua autenticità come autografo del Decameron di Giovanni Boccaccio è stata oggetto di dibattito tra studiosi a causa dei numerosi errori di copiatura e delle caratteristiche materiali, considerate inizialmente incongruenti con un lavoro dell’autore. La svolta decisiva avvenne nel 1948, quando Alberto Chiari avanzò l'ipotesi dell'autografia del manoscritto, un’idea confermata 14 anni dopo dagli studi dimostrativi condotti da Vittore Branca e Pier Giorgio Ricci nel 1962.
Il riconoscimento del manoscritto come autografo ha influenzato notevolmente le edizioni critiche del Decameron, in particolare la vulgata critica del 1976 curata da Vittore Branca, che ha seguito fedelmente il testo hamiltoniano, limitando le correzioni editoriali agli errori più evidenti e integrando solo le lacune dovute ai fascicoli mancanti. Questo codice è considerato, infatti, uno dei testimoni principali per la comprensione della redazione finale dell’opera, insieme a copie meno complete, come il codice Mannelli e il laurenziano Pl. XLII.1, che offrono ulteriori informazioni sulla trasmissione e la circolazione del testo.
L'Hamilton 90 resta uno degli oggetti di studio più preziosi per gli studiosi di Boccaccio, non solo per la sua autenticità ma anche per il suo valore nel rappresentare il processo creativo dell’autore, che utilizzava il manoscritto come “esemplare di lavoro” e non come versione definitiva per la pubblicazione.